# 안동권씨 병곡종택
안동권씨 병곡종택(安東權氏 屛谷宗宅)은 경상북도 안동시 풍천면 가곡리에 있는 건축물이다. 1999년 12월 30일 경상북도의 문화재자료 제370호 안동 시습재로 지정되었다가, 2010년 3월 11일 경상북도의 민속문화재 제138호 안동권씨 병곡종택으로 명칭이 변경되었다.

## 개요
조선 전기 문신인 권주(1457∼1505)가 생전에 살던 집이다.
그는 성종 11년(1480) 문과에 급제하고 승정원주서를 거쳐 성종 20년(1489) 공조정랑으로 요동을 오갔으며 도승지, 경상도 관찰사 등을 역임하였다. 그러나 연산군 11년(1504) 갑자사화 때, 그가 성종 13년(1482) 승정원주서로 폐비 윤씨에게 사약을 들고 갔다는 이유로 파직당하고 살해되었다. 그가 죽자 가족들이 예천으로 이주하여 이곳은 빈집으로 방치되었다. 그 뒤 18세기 중엽부터 후손들이 다시 들어와 살게 되었는데, 지금 있는 건물은 150여년 전에 다시 세운 것이다.
‘시습제(時習齊)’란 이름을 가진 이 집은 6칸 규모의 건물로 ㅁ자형 평면을 이루고 있다. 안채 북동쪽에는 사당이 있다.

## 민속문화재로 등급조정 사유
안동 시습재는 1987년에 전통건조물로 지정되었다가 전통건조물보존법이 폐지되면서 1999년도에 문화재자료로 지정된 건물이다. 가구수법 등에서 고식의 수법들이 남아 있고, 최근에 철거하였던 사당을 다시 복원하여 상류주택의 요소를 갖추고 있으므로 등급(종별)을 조정하여 민속자료로 지정한다.

## 참고 자료
- 안동권씨 병곡종택 - 국가유산청 국가유산포털